# Janne Viljami Wirman
Janne Viljami "Warman" Wirman (Espoo, Finlandia, 26 de abril de 1979) es un músico finlandés, conocido mundialmente por ser el teclista de la banda de death metal melódico Children of Bodom.

## Primeros años
Wirman nació en 1979, comenzando a tocar el piano a la edad de 5 años, gracias a sus padres.
De sobra es conocida su pasión por Jens Johansson, su ídolo y teclista del grupo Stratovarius.
Además de su dedicación a Children Of Bodom, tiene un proyecto paralelo llamado Warmen, en donde ha contado con la colaboración de gente del ambiente metalero como Timo Kotipelto (Stratovarius), Jari Kainulainen (Ex-Stratovarius) o Michael Romeo (Symphony X), pese a que es un proyecto musical básicamente instrumental.
Entre sus teclados se encuentran varios modelos de Korg principalmente el X5D, usado básicamente como controlador; y desde el 2007, el Korg Radias usado para los conciertos de Children of Bodom.

## Discografía

### Children of Bodom
Álbumes
- Something Wild (1997)
- Hatebreeder (1999)
- Tokyo Warhearts (Live CD, 1999)
- Follow the Reaper (2000)
- Hate Crew Deathroll (2003)
- Are You Dead Yet? (2005)
- Chaos Ridden Years - Stockholm Knockout (DVD en vivo, 2006)
- Blooddrunk (2008)
- Skeletons in the closet (2009)
- Relentless Reckless Forever (2011)
- Halo of Blood (2013)
- I Worship Chaos (2015)
- Hexed (2019)

Singles & EP
- Children of Bodom (Sencillo, 1997)
- Downfall (Sencillo, 1998)
- Hate Me! (Sencillo, 2000)
- You're Better Off Dead!' (Single, 2002)
- Trashed, Lost & Strungout (EP-DVD, 2004)
- In Your Face (Sencillo, 2005)

### Warmen
Álbumes
- Unknown Soldier (2000)
- Beyond Abilities (2001)
- Accept the Fact (2005)
- Japanese Hospitality (2009)
- First of the Five Elements (2014)

Singles
- Somebody's Watching Me (2005)
- They All Blame Me (2005)
- Alone (2001)